# Rentnercops
Rentnercops (Originaltitel: Rentnercops: Jeder Tag zählt!) ist eine deutsche humoristische Krimiserie der ARD. Sie wurde ab dem 31. März 2015 im Ersten ausgestrahlt. Sie handelt von zwei pensionierten Polizisten im Alter von über 70, welche aufgrund der Unterbesetzung des Polizeireviers wieder in den aktiven Dienst zurückgeholt worden sind. Nach der siebten Staffel und insgesamt 82 Folgen wurde die Serie beendet. Die letzte Staffel wurde vom 27. März bis zum 8. Mai 2024 im Ersten ausgestrahlt.

## Handlung
Aufgrund von Nachwuchsproblemen im Polizeidezernat in Köln-Mülheim werden die pensionierten Kommissare Edwin Bremer und Günter Hoffmann in den aktiven Polizeidienst zurückberufen. Dezernatsleiterin Vicky Adam steht anfangs beiden skeptisch gegenüber. Auch mit der Zeit kann sie sich mit der veralteten Vorgehensweise der beiden nicht anfreunden, muss aber anerkennen, dass die Pensionäre durchaus gute Ergebnisse liefern. Komplettiert wird das Team durch Kommissaranwärter Hui Ko und die Rechtsmediziner Dr. Oliver Körfer (Staffel 1) und nach dessen Tod Dr. Rosalind Schmidt (Staffel 2–4).
Ab der fünften Staffel wurden Edwin Bremer und Günter Hoffmann (sowie dessen Familie) durch die beiden Kommissare Reinhard Bielefelder und Klaus Schmitz nebst Familie ersetzt. Dr. Lara Krüger übernimmt die Stelle von Dr. Schmidt.

## Besetzung

### Hauptdarsteller
| Rollenname            | Schauspieler       | Folgen | Jahre     | Bemerkungen |
| --------------------- | ------------------ | ------ | --------- | --- |
| Edwin Bremer †        | Tilo Prückner      | 1–56   | 2015–2020 | Kriminalhauptkommissar Partner von Günter Hoffmann; Ehemann von Anne Bremer † |
| Günter Hoffmann       | Wolfgang Winkler   | 1–40   | 2015–2019 | Kriminalhauptkommissar Partner von Edwin Bremer; Ehemann von Heidrun Hoffmann; Vater von Tina Teichert; Schwiegervater von Hanno Teichert; Großvater von Lotta und Joschua Teichert quittiert nach dem Tod von Edwin Bremer den Dienst und macht mit seiner Familie eine Weltreise. |
| Günter Hoffmann       | Peter Lerchbaumer  | 41–56  | 2020      | Kriminalhauptkommissar Partner von Edwin Bremer; Ehemann von Heidrun Hoffmann; Vater von Tina Teichert; Schwiegervater von Hanno Teichert; Großvater von Lotta und Joschua Teichert quittiert nach dem Tod von Edwin Bremer den Dienst und macht mit seiner Familie eine Weltreise. |
| Victoria „Vicky“ Adam | Katja Danowski     | 1–82   | 2015–2024 | Dezernatsleiterin, Erste Kriminalhauptkommissarin Ehefrau von Greta Adam; Mutter von Sohn Paul |
| Hui „Herko“ Ko        | Aaron Le           | 1–82   | 2015–2024 | Kriminalkommissaranwärter |
| Hannah Gereg          | Swetlana Schönfeld | 47–56  | 2020      | Kriminalhauptkommissarin hat ihren Mann verlassen und kommt aus dem Sauerland zurück nach Köln |
| Reinhard Bielefelder  | Bill Mockridge     | 57–82  | 2021–2024 | Kriminalhauptkommissar Partner von Klaus Schmitz; Exmann von Uta Bielefelder |
| Klaus Schmitz         | Hartmut Volle      | 57–82  | 2021–2024 | Kriminalhauptkommissar Partner von Reinhard Bielefelder; Ehemann von Francesca Schmitz; Vater von Daniela Schmitz; Schwiegervater von Jens Katten; Großvater von Emiliana |

### Nebendarsteller
| Rollenname           | Schauspieler          | Folgen                                       | Jahre           | Bemerkungen |
| -------------------- | --------------------- | -------------------------------------------- | --------------- | --- |
| Walter Plocher       | Michael Prelle        | 1–82                                         | 2015–2024       | Polizeipräsident Vertretung für Edwin Bremer in Episoden 24–26, 50–55 und Vertretung für Günter Hoffmann in Episoden 38–40           |
| Heidrun Hoffmann     | Verena Plangger       | 1–56                                         | 2015–2020       | Ehefrau von Günter Hoffmann; Mutter von Tina Teichert; Schwiegermutter von Hanno Teichert; Großmutter von Lotta und Joschua Teichert |
| Hanno Teichert       | Christian Hockenbrink | 1–56, 61                                     | 2015–2020, 2021 | Rechtsanwalt Ehemann von Tina Teichert; Schwiegersohn von Günter und Heidrun Hoffmann; Vater von Lotta und Joschua Teichert          |
| Tina Teichert        | Isabelle Barth        | 1–56                                         | 2015–2020       | Ehefrau von Hanno Teichert; Tochter von Günter und Heidrun Hoffmann; Mutter von Lotta und Joschua Teichert                           |
| Lotta Teichert       | Katharina Witza       | 1–56                                         | 2015–2020       | Tochter von Hanno und Tina Teichert; Schwester von Joschua Teichert; Enkelin von Günter und Heidrun Hoffmann                         |
| Joschua Teichert     | Paul Eilert           | 1–56                                         | 2015–2020       | Sohn von Hanno und Tina Teichert; Bruder von Lotta Teichert; Enkel von Günter und Heidrun Hoffmann                                   |
| Dr. Oliver Körfer †  | Peter Trabner         | 1–9                                          | 2015            | Rechtsmediziner wird umgebracht |
| Benz                 | Dominik Klingberg     | 5, 21, 24, 27, 35, 46, 63                    | 2015–2021       | Polizeioberkommissar |
| Dr. Rosalind Schmidt | Helene Grass          | 9–36, 39–60                                  | 2015–2021       | Rechtsmedizinerin übernimmt den Posten von Dr. Oliver Körfer                                                                         |
| Greta Adam           | Jutta Dolle           | 16, 21, 24–25, 31–33, 35, 37, 41, 46, 52, 77 | 2017–2024       | Ehefrau von Vicky Adam; Mutter von Sohn Paul                                                                                         |
| Francesca Schmitz    | Teresa Harder         | 57–82                                        | 2021–2024       | Ehefrau von Klaus Schmitz; Mutter von Daniela Schmitz; Schwiegermutter von Jens Katten; Großmutter von Emiliana                      |
| Daniela Schmitz      | Alice Gruia           | 57–64                                        | 2021            | Tochter von Klaus und Francesca Schmitz; Ehefrau von Jens Katten; Mutter von Emiliana                                                |
| Daniela Schmitz      | Anica Happich         | 65–82                                        | 2023–2024       | Tochter von Klaus und Francesca Schmitz; Ehefrau von Jens Katten; Mutter von Emiliana                                                |
| Jens Katten          | Nikolai Will          | 57–82                                        | 2021–2024       | Schwiegersohn von Klaus und Francesca Schmitz; Ehemann von Daniela Schmitz; Vater von Emiliana                                       |
| Emiliana             | Valentina Leone       | 57–82                                        | 2021–2024       | Enkelin von Klaus und Francesca Schmitz; Tochter von Daniela Schmitz und Jens Katten                                                 |
| Dr. Lara Krüger      | Dela Dabulamanzi      | 62–82                                        | 2021–2024       | Gerichtsmedizinerin übernimmt den Posten von Dr. Rosalind Schmidt                                                                    |
| Uta Bielefelder      | Isabel Trimborn       | 69, 73–74, 80                                | 2023–2024       | Exfrau von Reinhard Bielefelder |

## Dreharbeiten und Ausstrahlung
Produziert wurde die Fernsehserie von der Bavaria Fiction.
Vom 8. September bis 28. November 2014 erfolgte die Produktion der ersten Staffel.
Vom 8. September bis einschließlich 3. Dezember 2015 wurde an der ersten Hälfte der zweiten Staffel gearbeitet; die zweite Hälfte entstand zwischen dem 6. Mai und dem 1. September 2016. Regie führten Thomas Durchschlag (Folgen 17–20) und Michael Schneider (Folgen 21–24).
Ab dem 16. November 2016 wurde die zweite Staffel ausgestrahlt.
Die erste Hälfte der dritten Staffel mit acht Folgen wurde vom 20. Juni 2017 bis zum 28. August 2017 in Köln und Umgebung gedreht (Folgen 25–32); die zweite Hälfte vom 6. April 2018 bis zum 12. Juli 2018.
Vom 5. September 2018 bis zum 2. Januar 2019 wurde die dritte Staffel mit 16 neuen Folgen (25–40) im Ersten ausgestrahlt.
Die Dreharbeiten zur vierten Staffel (Folgen 41–56) dauerten von März bis Oktober 2019. Mit dem Beginn der Dreharbeiten übernahm Peter Lerchbaumer die Rolle des Günter Hoffmann ab Folge 41, nachdem Wolfgang Winkler auf eigenen Wunsch aus der Serie ausgestiegen war. Mit Swetlana Schönfeld als Hannah Gereg ist das Team ab Folge 47 zu fünft.
Am 1. April 2020 wurde die Serie um eine fünfte Staffel mit acht neuen Folgen (57–64) verlängert.
Nach dem Tod der beiden Hauptakteure Wolfgang Winkler († 2019) und Tilo Prückner († 2020) wurden Hartmut Volle und Bill Mockridge die neuen Hauptdarsteller. Die Dreharbeiten zur fünften Staffel (Folgen 57–64) fanden vom 22. September bis 17. Dezember 2020 mit teilweise neuen Darstellern statt. Die Ausstrahlung der Staffel fand von 3. November bis 22. Dezember 2021 in der ARD statt.
Im Sommer 2022 wurde die Serie um eine sechste Staffel mit 12 neuen Folgen (65–76) verlängert. Die Hauptdarsteller bleiben dieselben. Bill Mockridge und Hartmut Volle verkörpern erneut die Kommissare Reinhard Bielefelder und Klaus Schmitz. Die Dreharbeiten zur neuen Staffel begannen im Juni 2022, die Ausstrahlung  startete am 15. Februar 2023.
Im Herbst 2023 starteten die Dreharbeiten für die finale, siebte Staffel mit 6 weiteren Folgen (77–82), welche vom 27. März bis zum 8. Mai 2024 ausgestrahlt wurden.
Das Polizeirevier liegt in der Stolberger Straße 1 in Köln.

## Verleihungen
Sowohl 2015 (Staffel 1) als auch 2016 (Staffel 2) wurde die Serie für den Jupiter-Award in der Kategorie Beste TV-Serie National nominiert. Im Jahr 2018 erhielt die Bavaria Fiction für die Rentnercops den FairFilmAward.

## Trivia bzw. Running Gags
- Sowohl Prückner als auch Winkler verkörperten in der Vergangenheit bereits Kommissare. Prückner spielte von 1993 bis 1999 in Adelheid und ihre Mörder den Kriminalkommissar Gernot Schubert und von 2001 bis 2008 im Hamburger Tatort den Kriminaloberkommissar Eduard Holicek, zwischen 2012 und 2016 übernahm er außerdem die Rolle des Kluftinger senior in der Filmreihe Kommissar Kluftinger. Winkler war von 1996 bis 2013 an der Seite von Jaecki Schwarz als Kriminalhauptkommissar Herbert Schneider in Polizeiruf 110 zu sehen.
- Aaron Le ist auch im wirklichen Leben Polizist und beim Zentralen Objektschutz tätig.[18]
- Obwohl die Serie über einen Zeitraum von neun Jahren gedreht wurde und im Verlauf der Handlung aufgrund akuten Personalmangels zwei Generationen von pensionierten Polizisten in den aktiven Dienst zurückgeholt werden, bleibt Hui Ko von Anfang bis Ende Kommissaranwärter. In der Realität hätte er, gemäß den Richtlinien zur Polizeiausbildung in Nordrhein-Westfalen, wo die Serie spielt, bereits nach drei Jahren zum Kommissar befördert werden müssen. Erst in der letzten Folge fragt Ko einmal, nach dem Dienstende der „Rentnercops“, ob er jetzt befördert werde, wird aber ignoriert.
- Fast[Anm. 1] alle Folgen der Staffeln 1 und 2 tragen Titel mehr oder weniger bekannter (deutscher bzw. deutschsprachiger)[Anm. 2] Schlager bzw. Evergreens/(Chart-)Hits aus den Bereichen Schlager, Neue Deutsche Welle, (Deutsch-)Rock usw., wobei das titelgebende Lied meist auch an mehr oder weniger zentraler Stelle in der jeweiligen Folge auftaucht bzw. gespielt wird.
- In Folge 21 spielt der Vorsitzende der Deutschen Polizeigewerkschaft Rainer Wendt sich selbst.
- Familie Hoffmann wohnt immer wieder in anderen Häusern, ohne dass darauf weiter eingegangen wird. In Staffel 5 wohnt Klaus Schmitz mit seiner Familie im Haus der Hoffmanns.
- Hartmut Volle spielte in einer früheren Episode bereits einmal eine Nebenrolle (Folge: Ich war das nicht).
- Nikolai Will spielte ebenfalls in einer früheren Episode eine Nebenrolle (Folge: Wolke 4).

Es gibt mehrere Running-Gags:
- Günter schält ständig Äpfel.
- Günter verpflichtet seinen Schwiegersohn Hanno, der Rechtsanwalt ist, wenn – seiner Meinung nach – Beschuldigte unschuldig sind.
- Immer wenn Edwin Auto fährt, lugt ein Zipfel seines Mantels aus der Türe heraus. In Folge 69 geschah das Gleiche mit dem Mantel von Vicky Adam.
- Edwin Bremer verpasst seinem Kollegen Hui Ko regelmäßig Schläge auf den Hinterkopf, welche dieser stoisch über sich ergehen lässt. Nach dem Tod von Edwin Bremer bzw. Tilo Prückner übernimmt Vicky Adam gelegentlich diese Aufgabe.
- In fast jeder Folge ist Edwin Bremer bei Familie Hoffmann zum Abendessen eingeladen, wobei dieser von dem aktuellen Fall berichtet – sehr zum Leidwesen von Heidrun, Hanno und Tina.
- Es wird regelmäßig auf die fehlenden Finger von Hartmut Volle – ihm fehlen Zeige- und Mittelfinger der rechten Hand – angespielt. So verliert er beispielsweise immer beim Stein-Schere-Papier-Spiel (Zitat: Schere kann ich nicht.).